# Dionís Bennàssar Mulet
Dionís Bennàssar Mulet (Pollença, 3 d'abril de 1904- 12 de desembre de 1967) fou un pintor mallorquí.
Els seus pares eren pagesos. De petit ja sentia l'impuls de dibuixar i pintar. Estudià al Col·legi dels Pares Teatins de Pollença. Durant la seva adolescència es traslladà a viure a la capital, Palma, on començarà a anar a classes de dibuix i art mentre treballava com a mecànic.
En 1926 es fa amic del famós pintor català, Anglada Camarasa, quan aquest es traslladà a viure a Pollença en 1913. Gràcies als distints alumnes de Camarasa, es fa amic de Tito Cittadini, Mir, Rossinyol, entre d'altres.
En 1940 va exposar a la Galeria Costa de Palma. En 1943 es casà amb Catalina Vicens i el 1945 nasqué el seu únic fill, Antoni.
Morí sobtadament a Pollença el 12 de desembre de 1967.
En 1981 fou nomenat Fill Predilecte de Pollença per l'ajuntament de la vila.
El12 de setembre de 2009 li atorgaren la Medalla d'Or del Consell de Mallorca (medalla a títol pòstum), que reconeix la seva trajectòria a nivell artístic i humà.

## Obra
llista incompleta.
L'artista va fer moltes obres sense títol durant la seva trajectòria.
- "Plaça de Mallorca" oli sobre tela. 1933.
- "Molino Ca'n Xura" 1937.
- "Cançó de les àguiles" (oli) 1944 -sobre la dansa de les àguiles de Pollença.
- "Mort de Nuredduna" 1944.
- "Feria en Pollença" oli sobre taula. 1945.
- "Lo Pí de Formentor", oli sobre tela. 1947.
- "Pagesia" oli sobre tela. 1949.
- "Can Can" oli sobre cartó. 1951.
- "Formentor" Aquarel·la sobre paper. 1955.
- "Simfonia de l'ànima" aquarel·la paper. 1955.
- "Papallones de Paper" oli sobre paper. 1955.
- "Fisonomia de mi casa" oli sobre tela. 1957.
- "Canción de Mallorca" oli sobre tela. 1959.
- "Una pollencina" oleo sobre tela. 1959.
- "Hoy pago yo" tinta sobre paper. 1960.
- "Día d'estreno". tinta sobre paper. 1960
- "Pollensa Puerto" oli sobre tela. 1962.
- "Pins" oli sobre taula. 1963.
- "Barques" oli sobre taula. 1963.
- "Perles i nacre" oli sobre tela. 1963.- Premi Llorenç Cerdà.
- "Violins. Processó del dia de Corpus" 1964.
- "Entre dues llums" oli sobre tela. 1964.
- "Ofrenda". 1966
- "Naixença de la flor d'un pi" oli sobre tela. 1966.
- "la núvia del pescador" oli sobre tela. 1967.
- "Fornells, Maó" oli sobre taula.

Es creà la Fundació-Casa-Museu Dionís Bennàssar a Pollença, on es troben les seves obres i es fan actes culturals.
Fundaren en 1989 a Madrid, la Galeria Dionís Bennàssar.